# Kleines Joachimsthal
Das Kleine Joachimsthal in Leipzig ist ein Verbindungsgang (mitunter auch Passage genannt) von der Kleinen Fleischergasse 8 zur Hainstraße 5/7. Zuweilen wird auch das Zugangshaus an der Kleinen Fleischergasse als Kleines Joachimsthal bezeichnet. Der Zugang an der Hainstraße ist beschriftet mit Vetters Hof. Das Haus Kleine Fleischergasse 8 steht unter Denkmalschutz.

## Verlauf
Das Kleine Joachimsthal beginnt an der Kleinen Fleischergasse an einem Schmuckportal aus Rochlitzer Porphyr unter dem Schriftzug „Passage Kl. Joachimsthal“.

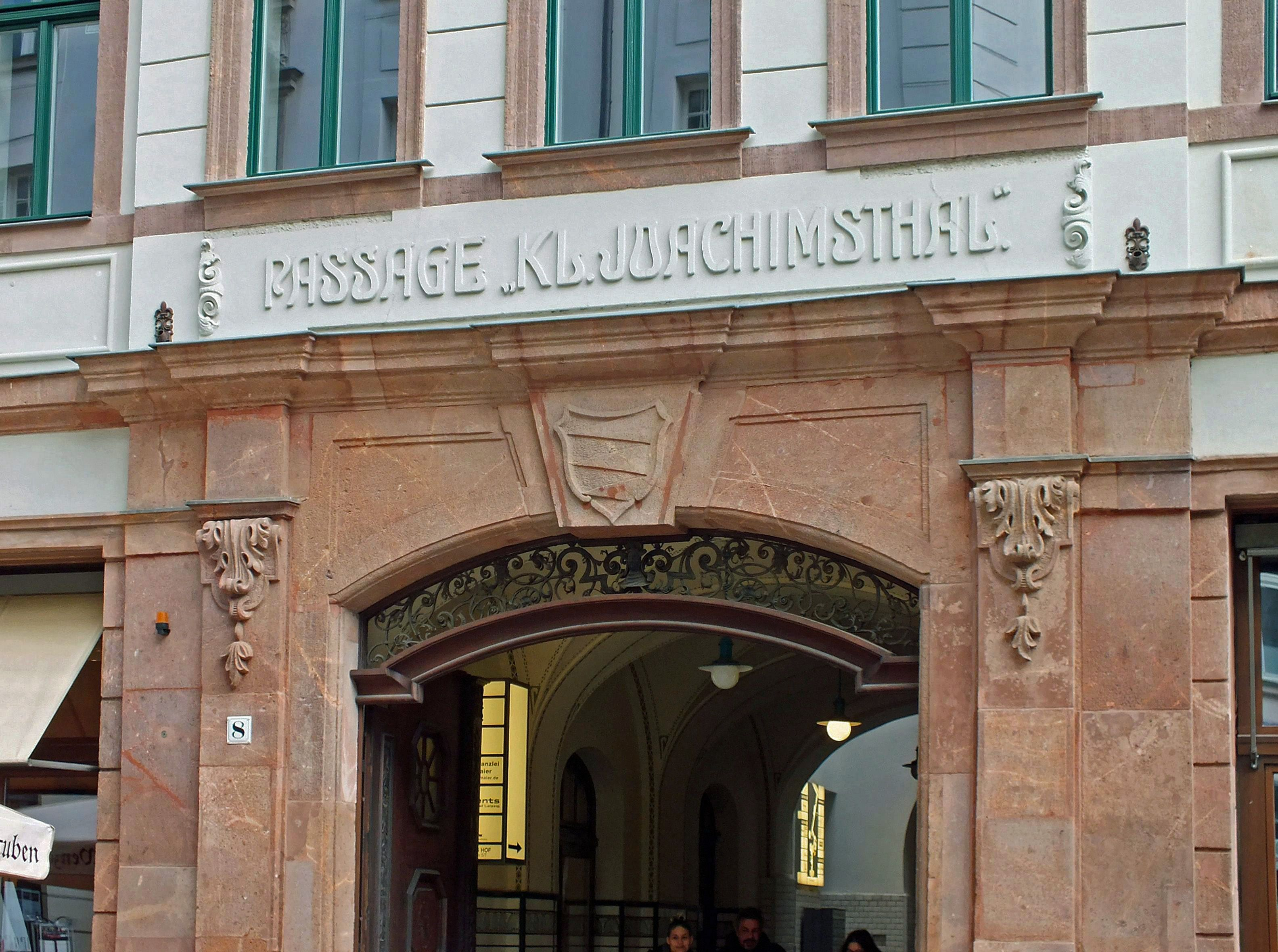
Portal Kleine Fleischergasse
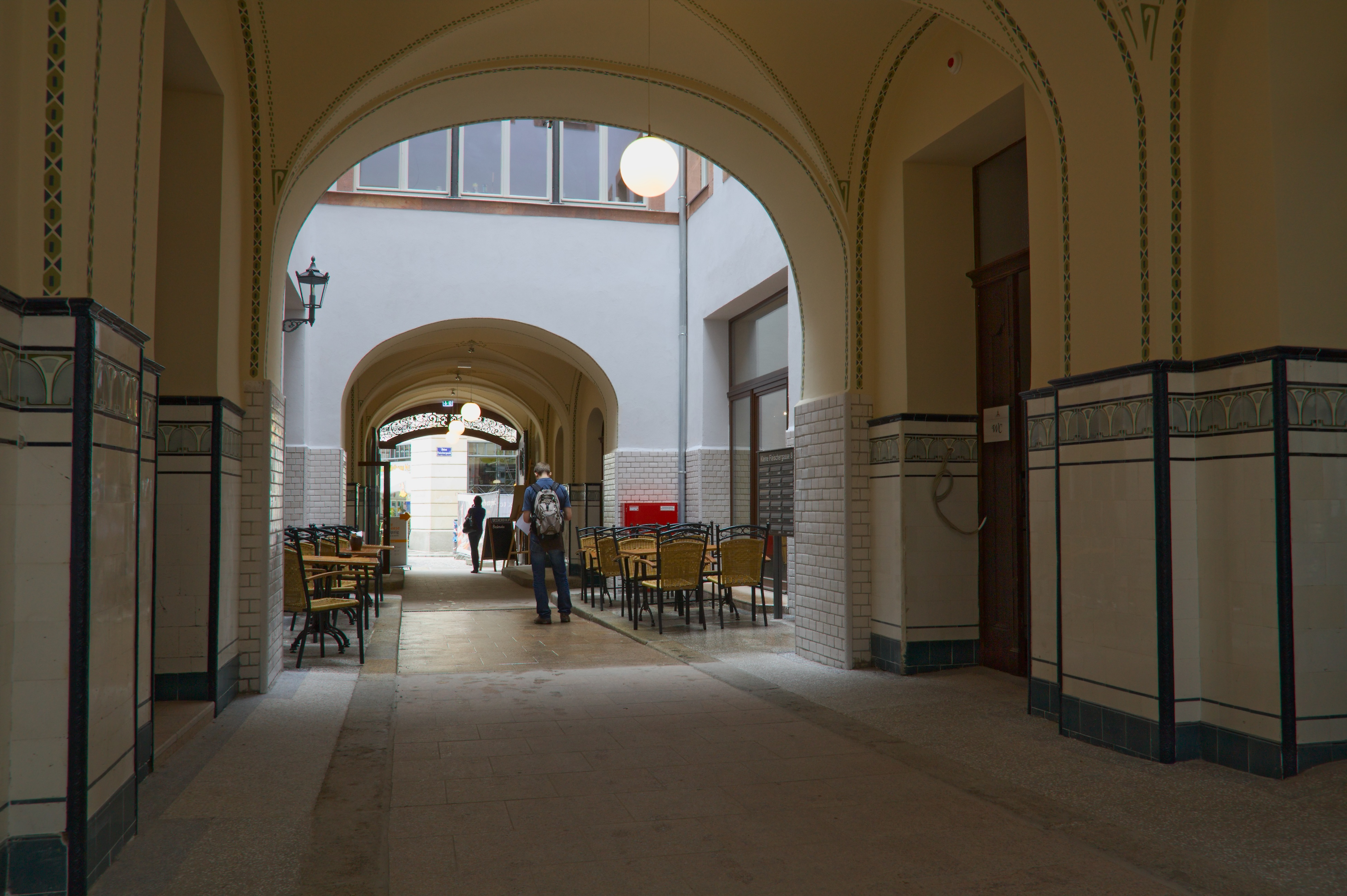
Blick zurück durch den ersten Lichthof

Es verläuft zunächst gradlinig durch einen kleinen Lichthof in einen zweiten größeren, von dem aus eine Gaststätte und ein Hostel erreichbar sind. Der große Lichthof etwa in der Mitte der Passage besitzt ein Glasdach.
Vom zweiten Lichthof führt ein Gang um die Gaststätte und biegt dann rechtwinklig in Richtung Hainstraße ab. Über zwei offene Lichthöfe wird die Hainstraße durch einen Neubau mit einer Glasfassade erreicht. Über diesem Eingang steht „Vetters Hof“.
Die für Passagen typischen Einzelhandelsgeschäfte sind über den gesamten Verlauf des Kleinen Joachimsthal nicht anzutreffen.

## Geschichte
Der historische Beginn des Kleinen Joachimsthal lag in der Hainstraße Nr. 5, dem jetzigen südlichen Altbauteil der Adresse Hainstraße 5/7. Schräg gegenüber (jetzt Hainstraße 10) besaß der Handelsherr Martin Bauer in der zweiten Hälfte des 16. Jahrhunderts ein Haus, in dem er Silber aus seinen Silberbergwerken von Sankt Joachimsthal in Böhmen verkaufte und für das sich der Name „der  Joachimsthal“ einbürgerte. Als zu Beginn des 17. Jahrhunderts Bauers Sohn Hans schräg gegenüber ein Haus ebenfalls für den Silberhandel kaufte, wurde zur Unterscheidung Großer Joachimsthal und Kleines Joachimsthal eingeführt. Der Große Joachimsthal behielt sein Geschlecht bis heute, die Hainstraße 5 wurde das Kleine Joachimsthal.

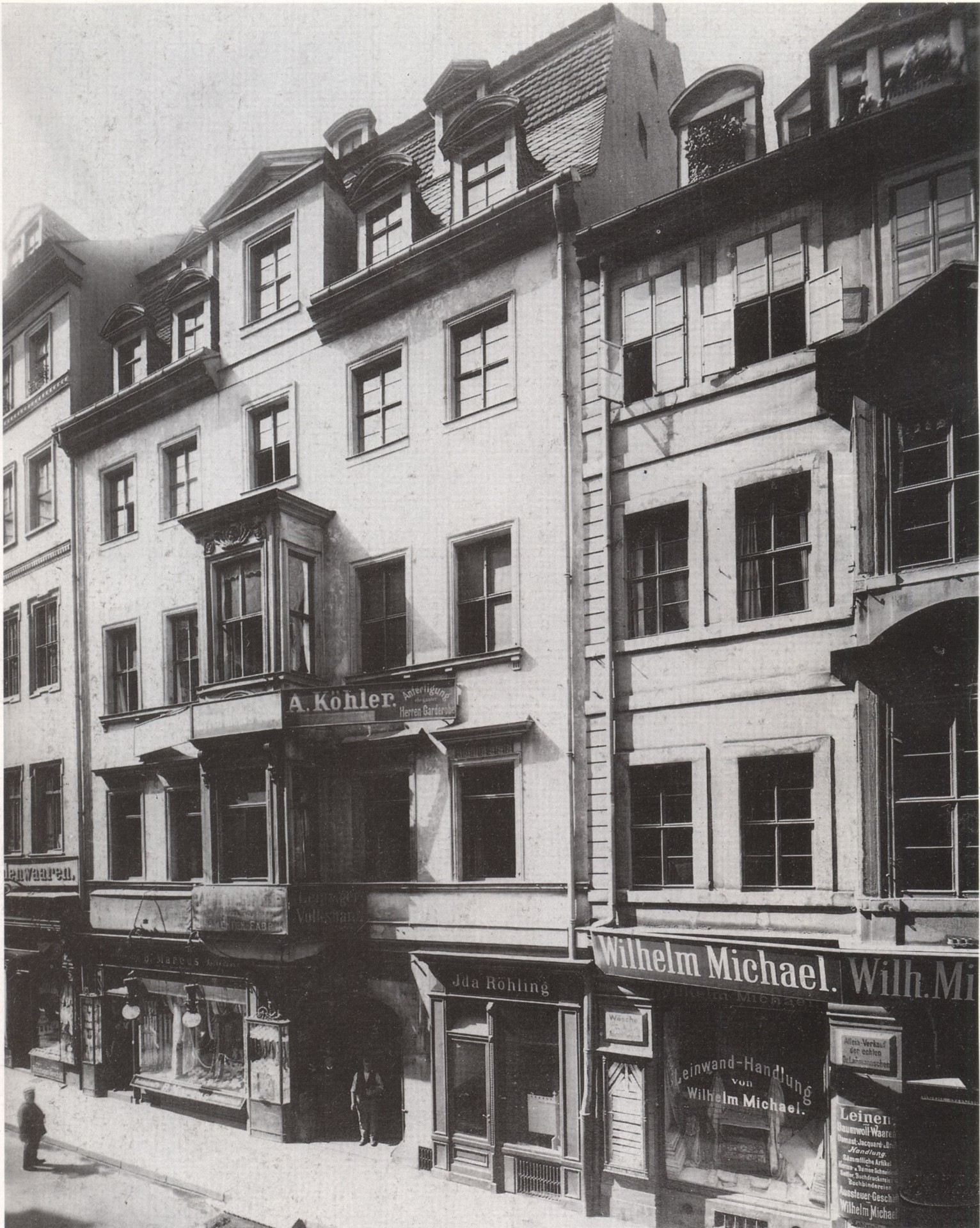
Hainstraße 5 um 1900
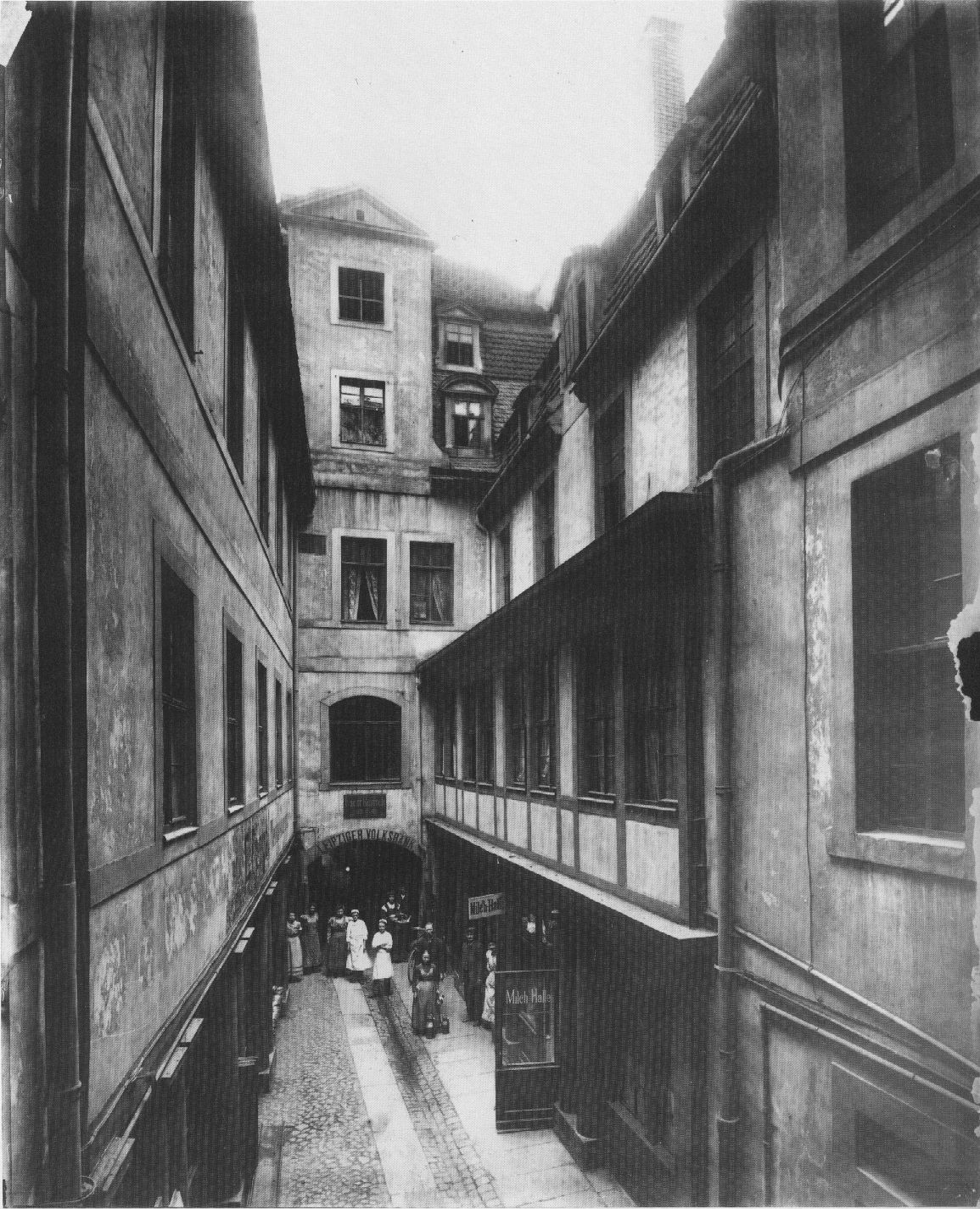
Der dazugehörige Hof
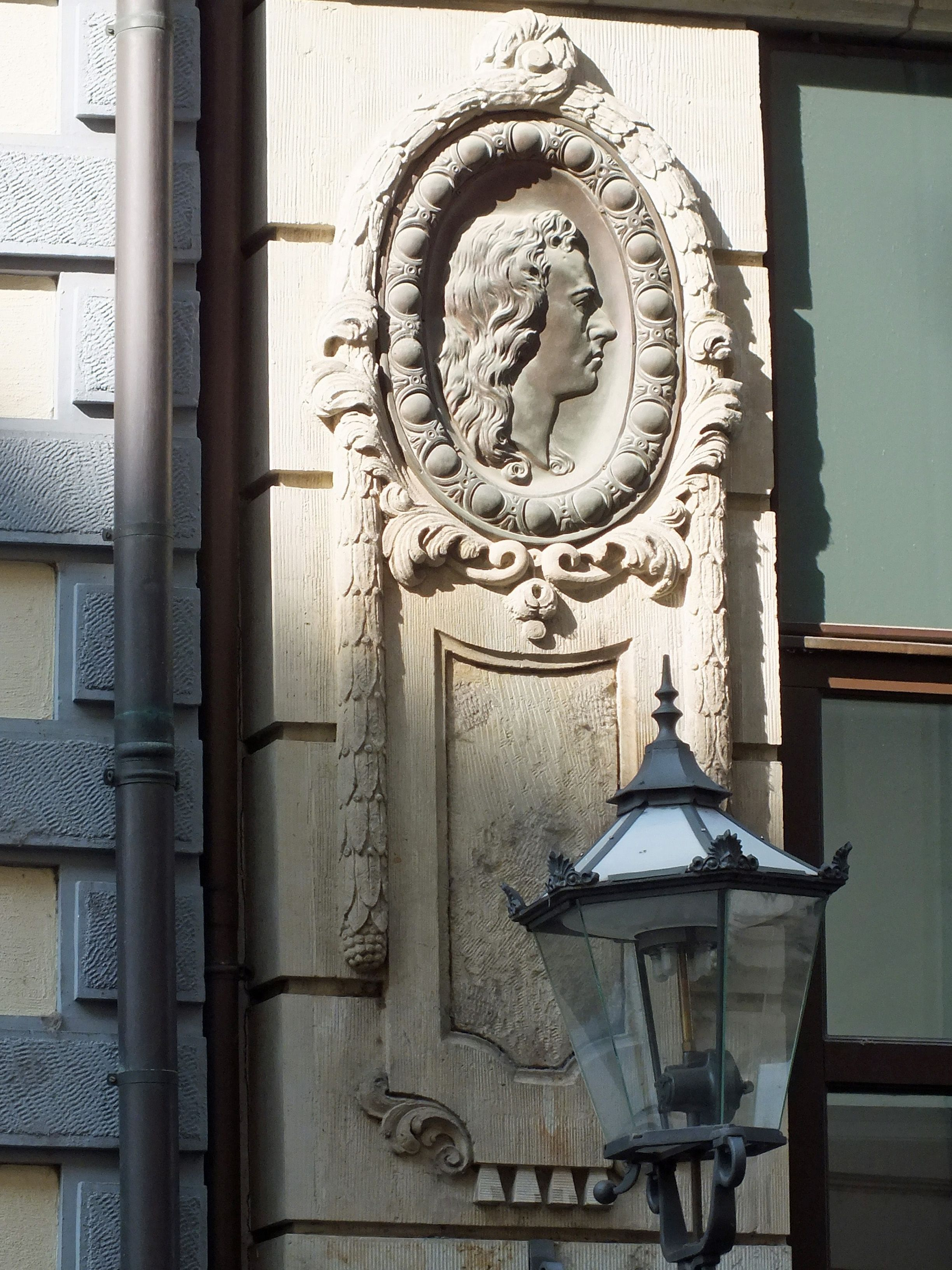
Schiller-Medaillon
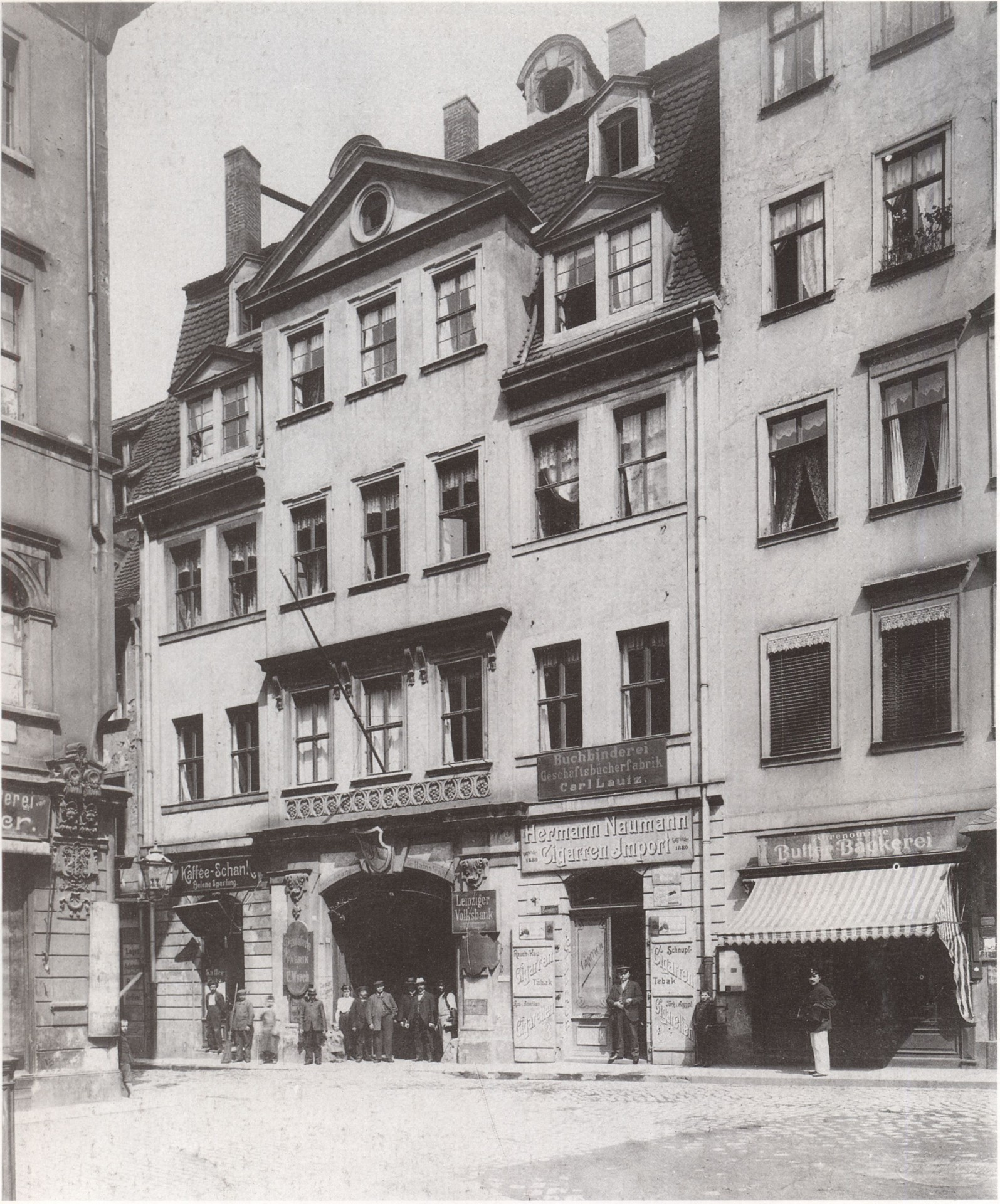
Kl. Fleischerg. 8 um 1900

In dem langen Hof des Kleinen Joachimsthal wurde nach dem Silberhandel vor allem Tuchhandel betrieben, nach der Straße hin befand sich eine Gaststätte. In einem der Hofgebäude wohnte Friedrich Schiller mehrfach bei seinen Leipziger Aufenthalten. Medaillons von ihm und seiner Frau am Haus Nr. 5 erinnern noch heute daran.
1706 kam unter Johann Christoph Richter die von ihm ererbte Hainstraße 5 in Besitzunion mit der Kleinen Fleischergasse 8, wodurch erstmals eine Passage von der Hainstraße zur Kleinen Fleischergasse möglich wurde.
Von 1805 bis 1815 gehörte das gesamte Anwesen dem Bankier Christian Gottlob Vetter und hieß für diese Zeit Vetters Hof. Der Name hielt sich teilweise bis heute, wie am Eingang des Kleinen Joachimsthal in der Hainstraße.
Zu Beginn des 20. Jahrhunderts wurden die beiden Kopfbauten des Kleinen Joachimsthal erneuert. 1903–1905 entstand der heutige Bau Kleine Fleischergasse 8 unter Verwendung alter Bausubstanz in neubarocken Formen mit Porphyrtuff-Gliederungen und reichem Zwerchgiebel. 1905–1907 folgte die Hainstraße 5 mit repräsentativer Fassade mit Sandsteinverkleidung, kupferbelegtem Erker und einem Segmentbogengiebel.
Hainstraße 5 und 7 wurden im Zweiten Weltkrieg zerstört, sodass eine Passage zur Hainstraße nicht mehr möglich war. 1996/1997 wurde ein Neubau mit Rekonstruktion der originalen Fassade der Nr. 5 errichtet, aber kein Durchgang vorgesehen. 2012 wurde der Komplex Kleine Fleischergasse 8 denkmalgerecht saniert und Gaststätte sowie Hostel eröffnet, für die ein zweiter Fluchtweg notwendig war. So wurde der Durchgang zur Hainstraße wieder eingerichtet, nunmehr am Nordende des Grundstücks Hainstraße 5/7 mündend.

## Kugelpanoramen zweier Lichthöfe
|  |  |